# کوه زنگارد
 کوه زنگارد  نام کوهی است در جنوب روستای زنگارد در بخش مرکزی شهرستان بستک در غرب استان هرمزگان در جنوب ایران واقع شده‌است. این کوه در شمال غربی رشته کوه ناخ قرار دارد.
کوه زنگارد که جزئی از رشته‌کوه‌های ناخ است، کوهی است پر درخت و سرسبز، سر این کوه سرسبز و زیبا از درختان گوناگون پوشیده شده و همواره مانند باغ‌های انبوه پردرخت است.
درختان بزرگ و تنوهمندی وجود دارد مانند:، کُنار، بنه، کِرت، سمر، کُوهِنگ، سَلَم وغیره،
راهی است پیاده و مالرو از روستای زنگارد تا سر کوه، و از سر کوه سرازیر می‌شود به پائین به سمت جنوب کوه تا اینکه می‌رسد به کوخرد که در پشت کوه ناخ واقع است از سمت جنوب. روستای زنگارد از طرف شمال کوه ناخ «شمال کوه ناخ» واقع شده‌است و دهستان کوخرد از طرف جنوب کوه ناخ «جنوب کوه ناخ» واقع شده‌است.

## محصولات
- انغوزه.
- بنه.
- آویشن.
- مرو تلخ.
- پونه.
- اسطوقدوس (گیاهی خوشبو که با چای مصرف می‌شود).
- خاکشیر.
- مرو تلخ.
- کیون.
- بادام کوهی.
- مرو خوش.